# Ramūnas Butautas

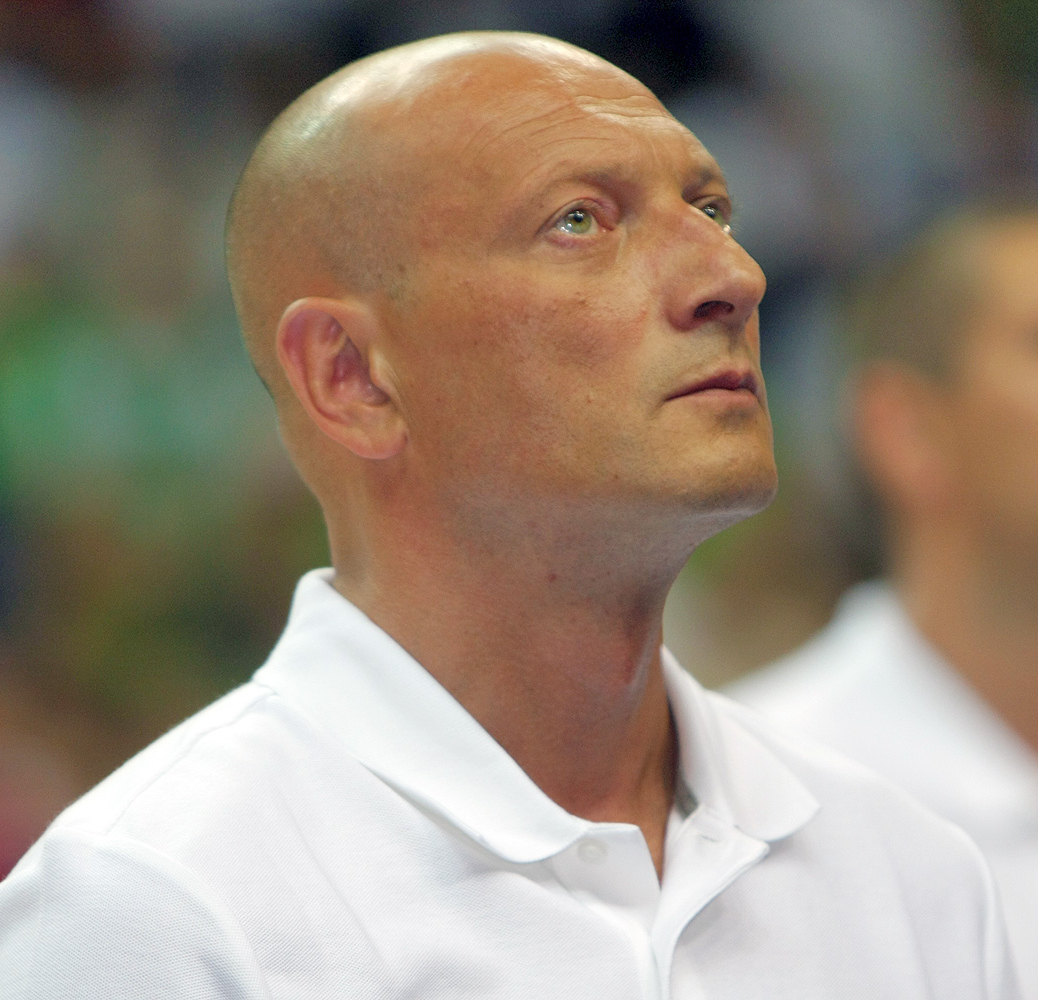
Ramūnas Butautas

Ramūnas Butautas (Kaunas, 22 de maio de 1964) é um treinador profissional de basquetebol lituano, atualmente dirige no Zalgiris Kaunas e a Seleção Lituana de Basquetebol.